# Rob Minkoff
Rob Minkoff, né le 11 août 1962 à Palo Alto, est un réalisateur, producteur et scénariste américain.
Il est connu pour avoir réalisé Le Roi lion et Stuart Little.

## Biographie

### Carrière
En 1982, Rob Minkoff reçoit un stage aux studios Disney et devient apprenti d'Eric Larson, un des Neuf vieux sages de Disney. L'année suivante, il est engagé comme intervalliste sur Taram et le chaudron magique. Ensuite, il est directeur de l'animation du personnage d'Olivia sur Basil, détective privé et animateur des personnages sur La Petite Sirène.
Dans la foulée de Qui veut la peau de Roger Rabbit, Minkoff réalise Bobo Bidon, son premier court métrage. Le 1er avril 1992, Disney lui confie le film Le Roi Lion, aux côtés de Roger Allers, et signe ici son premier long métrage en tant que réalisateur. Le film sera un grand succès commercial et critique des studios Disney.
Après son incroyable travail chez Disney, Columbia Pictures l’embauche pour réalise l’adaptation du roman E. B. White, Stuart Little, dont le scénario est écrit par M. Night Shyamalan, et sortie en 1999. Réalise en live-action, le film est un succès, qui donne lieu à une suite sortie en 2002. Minkoff retourne travailler chez Disney pour Le Manoir hanté et les 999 Fantômes, inspiré de l’attraction The Haunted Mansion des parcs Disney. Bien qu’il obtienne un succès modéré au box-office, il obtient cependant des critiques négatifs.
En 2014, Rob Minkoff revient dans l’animation en tant que réalisateur chez les studios DreamWorks Animation, pour le film M. Peabody et Sherman : Les Voyages dans le temps. Le film obtient un succès critique, mais rencontre un échec commercial.
En 2022, Minkoff présente son nouveau film Samouraï Academy.

### Vie privée
Rob a rencontré sa femme Crystal Kung Minkoff, lors d’une fête dans son bureau en 2003, et ils ont assisté à la première du film Le Monde de Nemo, comme leur premier rendez-vous. Minkoff l’a demandée en mariage le jour de la Saint-Valentin en 2006 et ils se sont mariés le 29 septembre 2007. Ensemble, ils ont deux enfants Max et Zoe. De 2021 à 2024, il apparait au côté de sa femme dans l'émission de télé-réalité Les Real Housewives de Beverly Hills.

## Filmographie

### Réalisateur
- 1989 : Bobo Bidon (Tummy Trouble) - court métrage
- 1990 : Lapin Looping (Roller Coaster Rabbit) - court métrage
- 1994 : Le Roi lion (The Lion King) coréalisé avec Roger Allers
- 1999 : Stuart Little
- 2002 : Stuart Little 2
- 2003 : Le Manoir hanté et les 999 Fantômes (The Haunted Mansion)
- 2008 : Le Royaume interdit  (Forbidden Kingdom)
- 2010 : Le Jour d'après (Aftermath) (documentaire)
- 2011 : Hold-up (Flypaper)
- 2014 : M. Peabody et Sherman : Les Voyages dans le temps (Mr. Peabody & Sherman)
- 2022 : Samouraï Academy (Paws of Fury: The Legend of Hank)

### Scénariste
- 1989 : Tummy Trouble de lui-même
- 1992 : La Belle et la Bête de Gary Trousdale et Kirk Wise
- 1993 : Trail Mix-Up de Barry Cook

### Animateur
- 1986 : Basil, détective privé (The Great Mouse Detective) de John Musker et Ron Clements - Directeur de l'animation du personnage d'Olivia
- 1989 : La Petite Sirène (The Little Mermaid) de John Musker et Ron Clements - Animateur des personnages

### Producteur
- 2002 : Stuart Little 2
- 2003 : Stuart Little (Stuart Little: The Animated Series) - série télévisée
- 2003 : Le Manoir hanté et les 999 Fantômes (The Haunted Mansion)
- 2015 : Le Show de M. Peabody et Sherman (The Mr Peabody & Sherman Show) - série télévisée